# Слива садова
Слива садова (Prunus hortulana) — вид квіткових рослин із підродини мигдалевих (Amygdaloideae).

## Біоморфологічна характеристика
Це дерево, 40–100 дм, помірно колюче. Гілочки голі. Листки опадні; ніжка 6–20 мм, на адаксіальній (верх) поверхні запушена, дистально зазвичай залозиста; пластина вузькоеліптична, ланцетна, зворотноланцетна або подовжено-оберненояйцювата, (5)7–11(13) × (2)3–5.5 см, краї від одно- до подвійно городчасто-пилчасті, зубці тупі, залозисті, верхівка довгозагострена, абаксіальна поверхня ± волосиста вздовж середніх жилок і жилок. Суцвіття — 2–4-квіткові, зонтикоподібні пучки. Квіти розпускаються до або під час появи листя; гіпантій дзвіночковий, 2–3 мм, зовні голий; чашолистки від випростаних до відігнутих, яйцеподібні, 1.5–3 мм, краї залозисто-зубчасті, абаксіальна поверхня гола або слабоволосиста, адаксіальна біля основи густоволосиста; пелюстки білі, оберненояйцеподібні, 4–9 мм. Кістянки від червоних до жовтуватих з білими крапками, кулясті, 20–30(40) мм, голі; мезокарпій м'ясистий; кісточки яйцювато-еліпсоїдні, ± сплюснуті. 2n = 16.
Цвіте з квітня по травень і плодоносить з серпня по вересень.

## Поширення, екологія
Ареал: США (Техас, Теннессі, Арканзас, Іллінойс, Індіана, Айова, Канзас, Кентуккі, Мериленд, Массачусетс, Міссурі, Небраска, Огайо, Оклахома, Мічиган, Вірджинія). Діапазон висот: 50–500 метрів. Prunus hortulana зустрічається в придорожніх заростях, відкритих лісах і заплавах.

## Використання
Цю сливу культивують, і плоди їдять сирими, вареними чи консервованими. Вирощується також як декоративна рослина. Також його можна використовувати як донора генів для покращення врожаю.